# Karel Lücker
August Carl Joseph (Karel) Lücker (Krefeld, 15 juni 1882 – Roermond, 18 november 1958) was een Nederlands beeldhouwer.

## Leven en werk
Karel Lücker was een zoon van de Roermondse kunstschilder Jacob Joseph August Lücker en Frederika Rensing. Hij werd geboren in Linn (Krefeld) / Duitsland, waar zijn familie vandaan kwam. Zijn grootvader, de kunstschilder Joseph Lücker, had zich in 1849 in Roermond gevestigd. Lücker was een volle neef van de kunstschilder en graficus Eugène Lücker die in Nijmegen tekenleraar was aan het Canisius College. Hij trouwde in 1913 met Johanna Maria Drent. Uit dit huwelijk werd onder anderen Jan Lücker geboren, die net als zijn vader beeldhouwer werd.
Lücker begon zijn loopbaan op het atelier van zijn vader gevestigd bij atelier Cuypers & Co. in Roermond, waar hij tussen 1898 en 1904 werkzaam was. Hij verhuisde in 1910 naar 's-Hertogenbosch, woonde vervolgens in Weert en vanaf 1913 weer in Roermond. Lücker werd geïnspireerd door expressieve beeldhouwkunst in de vroege 20e eeuw en week in zijn werk af van de stijl van Cuypers. In de jaren 20 werkte hij samen met de uit Neer afkomstige beeldhouwer Gerard Theelen.
In 1919 werd een prijsvraag uitgeschreven voor een Kruiswegpark in Roermond. Lücker won en maakte tot 1928 dertien levensgrote kruiswegstaties. In 1949 restaureerde hij samen met zoon Jan een aantal staties dat door oorlogshandelingen was beschadigd. Het park heeft sinds 2002 de status van rijksmonument. Ook zijn Peerke Dondersmonument (1933) is een rijksmonument.
Lücker overleed in 1958, op 76-jarige leeftijd.

## Werken (selectie)
- 1919-1928: Dertien staties voor het Kruiswegpark bij de Kapel in 't Zand in Roermond
- 1922: Heilig Hartbeeld (Buggenum), met Gerard Theelen
- 1923: Heilig Hartbeeld (Someren), met Gerard Theelen
- 1926: Heilig Hartbeeld. Castenray (niet meer aanwezig)
- 1933: Peerke Dondersmonument bij het geboortehuis van Peerke Donders in Tilburg
- 1949: Christusreliëf voor het oorlogsmonument bij de Sint-Petrus' Bandenkerk, Venray

## Afbeeldingen

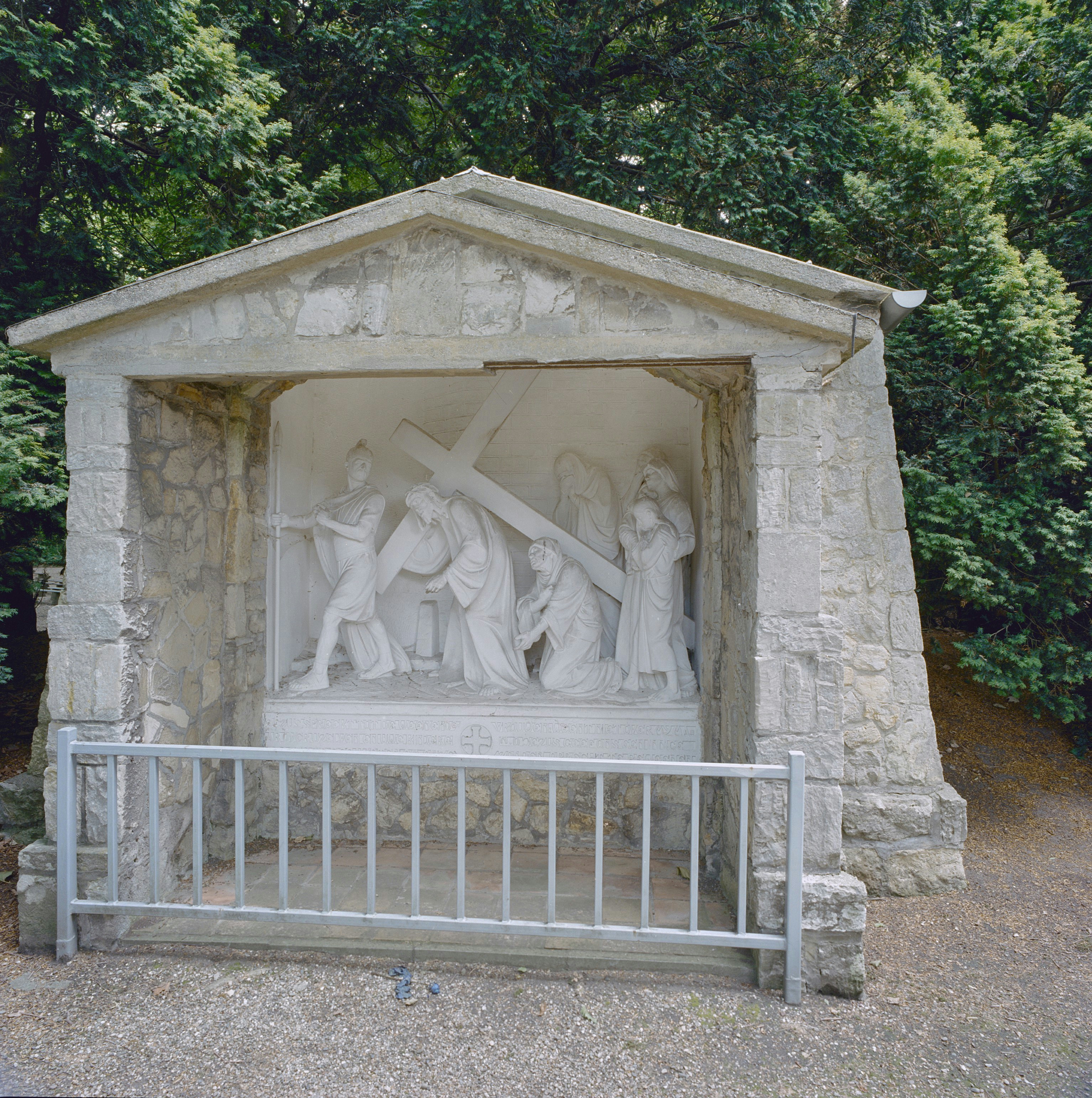
Kruiswegpark
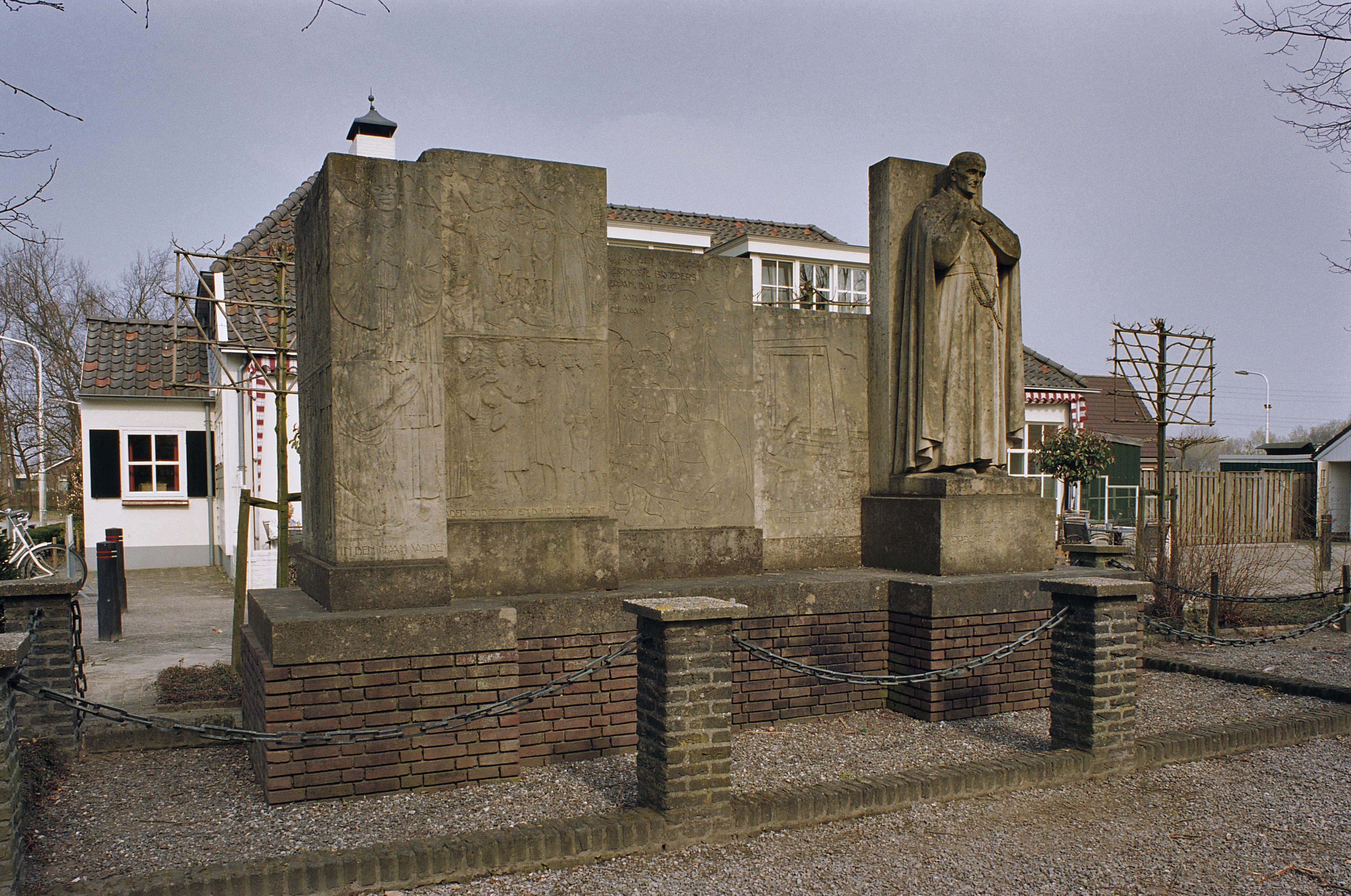
Peerke Dondersmonument
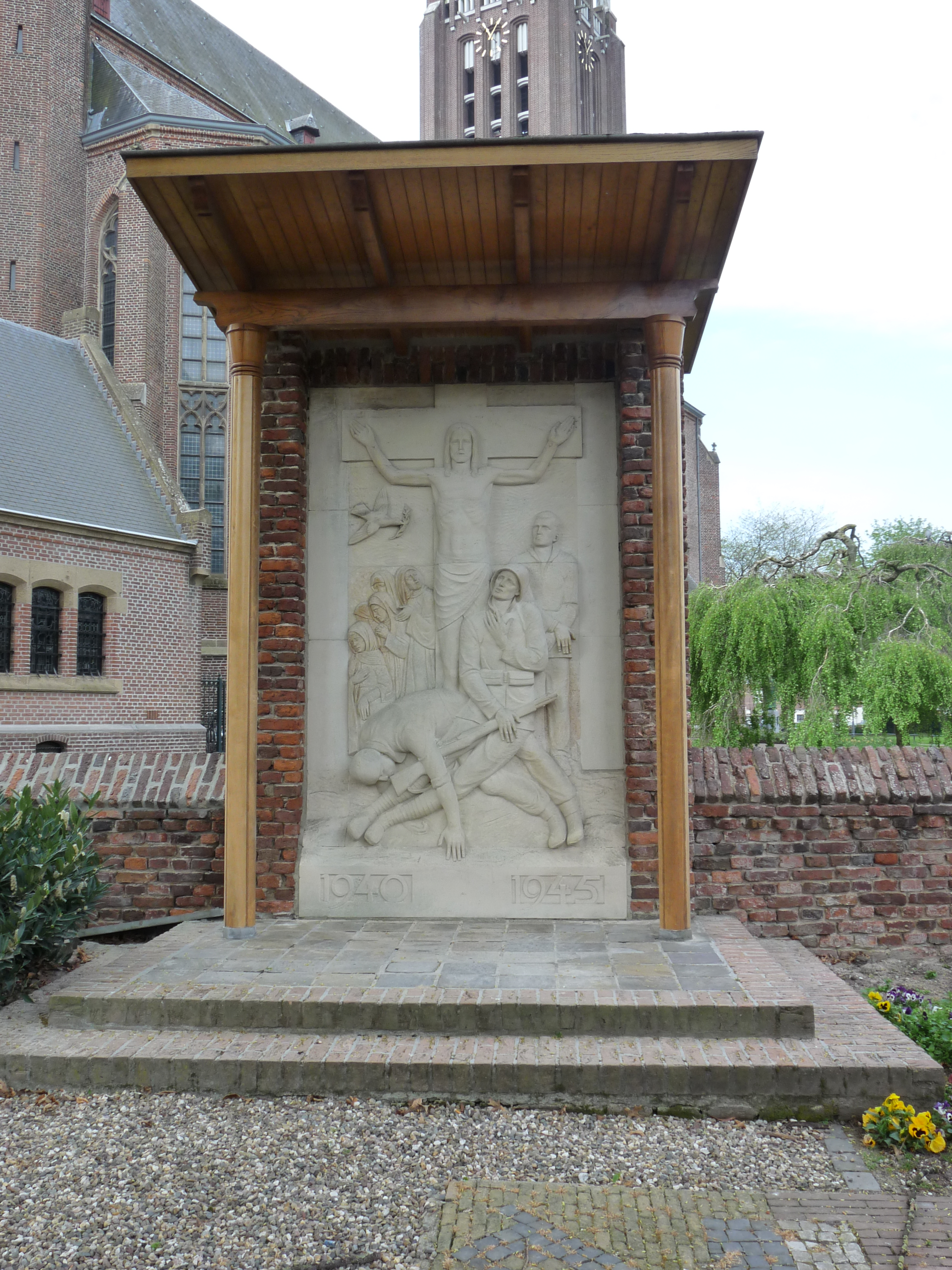
Oorlogsmonument Venray

- Biografisch Portaal: 98764173
- RKD-Nederlands Instituut voor Kunstgeschiedenis: 51198